# Michael Gogl
Michael Gogl, né le 4 novembre 1993 à Gmunden, est un coureur cycliste autrichien, membre de l'équipe Alpecin-Deceuninck.

## Biographie

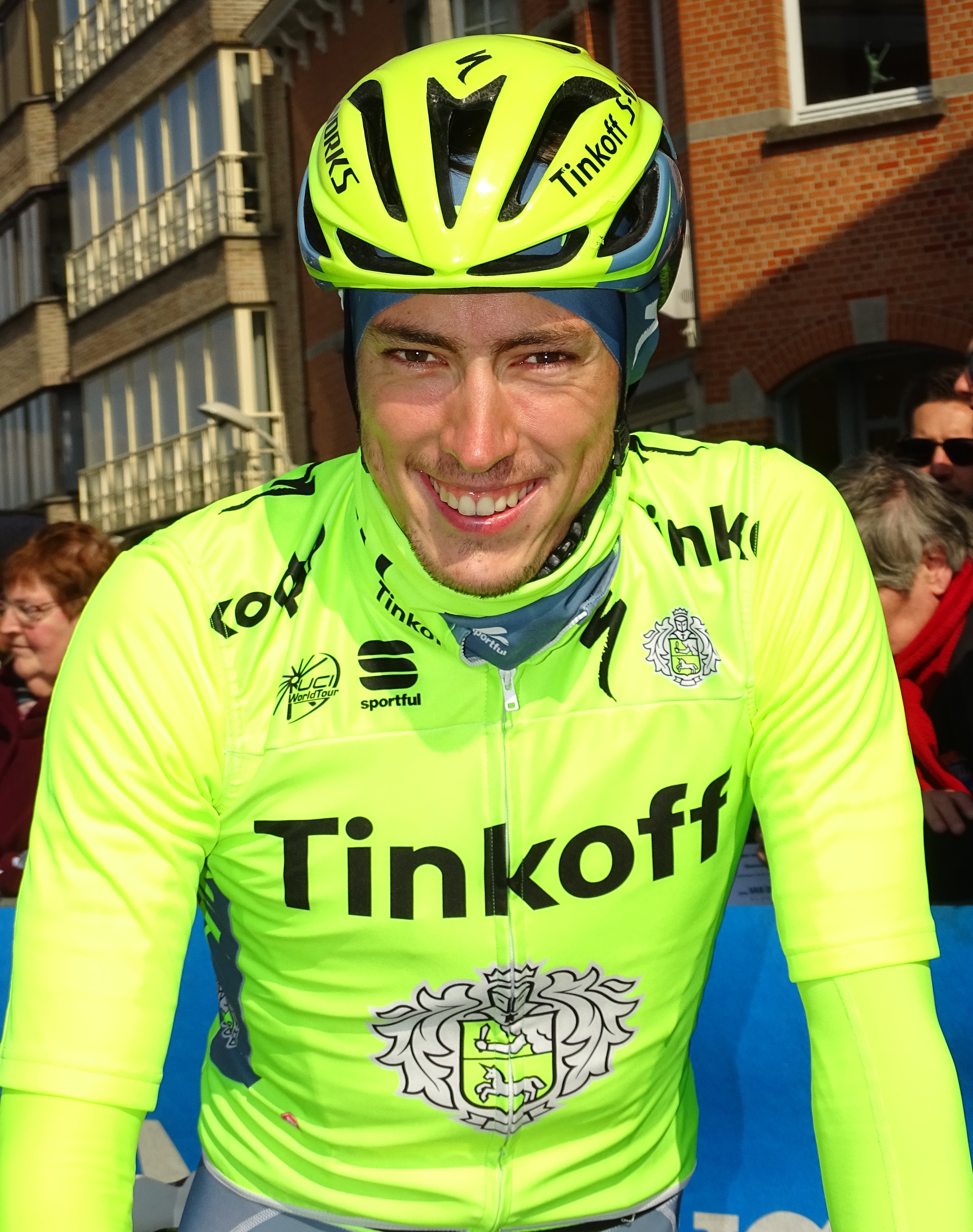
Michael Gogl lors du départ de la Nokere Koerse 2016 à Deinze.

Il participe au Tour de l'Avenir 2014 avec l'équipe nationale d'Autriche. Il se classe quatrième de la 2e étape.
En février 2015, il s'impose lors de la première édition du Grand Prix Laguna, course classée 1.2 dans le calendrier de l'UCI Europe Tour, en réglant au sprint ses deux compagnons d'échappée Seid Lizde et Simone Petilli. En fin de saison il signe un contrat professionnel avec la formation Tinkoff.
La disparition de la formation Tinkoff à la fin de l'année 2016 pousse Michael Gogl à s'engager avec l'équipe Trek-Segafredo pour la saison 2017.
En août 2018, il termine cinquième du Tour Poitou-Charentes remporté par Arnaud Démare. Il s'y adjuge également le classement du meilleur jeune.
Une chute sur un secteur pavé durant la cinquième étape du Tour de France 2022 lui cause des fractures à une clavicule, au bassin et à un os iliaque, ce qui le contraint à l'abandon.

## Palmarès
- 2014[7]
  - 4e étape du Grand Prix de Sotchi
- 2015
  -  Champion d'Autriche sur route espoirs
  - Grand Prix Laguna
  - 2e du championnat d'Autriche du contre-la-montre espoirs
- 2016
  - 3e du championnat d'Autriche sur route
- 2017
  - 3e du championnat d'Autriche sur route
  - 8e de l'Amstel Gold Race
- 2019
  - 2e du championnat d'Autriche sur route
- 2020
  - 3e du championnat d'Autriche sur route
  - 9e des Strade Bianche
- 2021
  - 6e des Strade Bianche

## Résultats sur les grands tours

### Tour de France
6 participations
- 2017 : 146e
- 2018 : 113e
- 2020 : non-partant (19e étape)
- 2021 : non-partant (13e étape)
- 2022 : abandon (5e étape)
- 2023 : 133e

### Tour d'Italie
1 participation
- 2019 : 97e

### Tour d'Espagne
1 participation
- 2016 : 68e

## Classements mondiaux
| Année                                 | 2014 | 2015 | 2016 | 2017 | 2018 | 2019 | 2020 | 2021 | 2022  | 2023 | 2024 |
| ------------------------------------- | ---- | ---- | ---- | ---- | ---- | ---- | ---- | ---- | ----- | ---- | ---- |
| UCI World Tour                        |      |      | 213e | 155e | 345e |      |      |      |       |      |      |
| Classement mondial                    |      |      | 352e | 408e | 343e | 644e | 273e | 250e | 1126e | 857e | 719e |
| UCI Europe Tour                       | 766e | 232e | 215e | 805e | 239e | 480e | 223e | 213e | 798e  | nc   | nc   |
| UCI Asia Tour                         | nc   | nc   | 453e | nc   | nc   |      |      |      |       |      |      |
| UCI America Tour                      | nc   | nc   | 507e | nc   | nc   |      |      |      |       |      |      |
|                                       |      |      |      |      |      |      |      |      |       |      |      |
| Légende : nc = non classéSource : UCI |      |      |      |      |      |      |      |      |       |      |      |